# استفانی برنز
استفانی اِی. برنز (انگلیسی: Stephanie Burns; ۲۴ ژانویهٔ ۱۹۵۵) شیمیدان و تاجر آمریکایی متخصص در ترکیبات آلی سیلیسیم است که از سال ۲۰۰۳ تا ۲۰۱۱ به عنوان رئیس و مدیرعامل داو کورنینگ خدمت کرد. او همچنین به عنوان رئیس افتخاری انجمن صنایع شیمیایی فعالیت داشته است.

## اوایل زندگی و تحصیلات
برنز که دختر یک پدر استاد انگلیسی و تاریخ و مدیر آموزش مداوم در دانشگاه بین‌المللی فلوریدا در میامی و یک مادر مشاور املاک بود، در تورینگتون، وایومینگ به دنیا آمد. در کودکی، برنز مجذوب دنیای اطراف خود بود. پدرش مدام او را در حال تشریح قورباغه‌ها و مارها می‌یافت. ظاهراً پدرش اهمیت آموزش و به چالش کشیدن خود را در او نهادینه کرده بود. در دوره راهنمایی، برنز به کلاس‌های علوم و ریاضی علاقه‌مند شد و همین باعث شد در اولین روز دانشگاه، شیمی را به عنوان رشته اصلی خود اعلام کند.
در دوران تحصیل در دانشگاه بین‌المللی فلوریدا، آرتور هریوت، استاد شیمی آلی، او را برای اولین بار به شیمی ارگانوسیلیکون علاقه‌مند کرد. برنز در سال ۱۹۷۷ با مدرک کارشناسی از دانشگاه بین‌المللی فلوریدا در میامی فارغ‌التحصیل شد. برای تحصیلات تکمیلی، هریوت برنز را به توماس جی. بارتون، متخصص شیمی ارگانوسیلیکون در دانشگاه ایالتی آیووا معرفی کرد، جایی که برنز در سال ۱۹۸۲ دکترای خود را در شیمی آلی دریافت کرد. در دوران حضور برنز در ایالت آیووا بود که با داو کورنینگ آشنا شد، شرکتی که بخشی از تحقیقات او را تأمین مالی کرده بود. پس از فارغ‌التحصیلی از دانشگاه ایالتی آیووا، برنز مطالعات فوق دکترای خود را در دانشگاه مونپلیه در فرانسه انجام داد و سپس به داو کورنینگ پیوست تا تحقیقات خود را ادامه دهد.

## حرفه
برنز در سال ۱۹۸۲ به عنوان محقق و متخصص شیمی ارگانوسیلیکون به داو کورنینگ در فرانسه پیوست. تحقیقات او در زمینه سیلیکون‌ها و ایجاد لاستیک‌های مقاوم در برابر حرارت جدید، در سال‌های اولیه حضورش در شرکت، سه حق ثبت اختراع برای او به ارمغان آورد. او به تدریج راه خود را به سمت مدیریت شرکتی در داو کورنینگ باز کرد و در سال ۱۹۹۴ به عنوان مدیر سلامت زنان منصوب شد و بخشی از تیم مدیریت فصل ۱۱ بود. در سال ۱۹۹۷، پس از انتصاب به عنوان مدیر علوم و فناوری اروپا، به بروکسل نقل مکان کرد.
پس از بازگشت به ایالات متحده در سال ۲۰۰۰، برنز به عنوان معاون اجرایی شرکت منصوب شد و سه سال بعد به عنوان اولین زن، به ریاست شرکت رسید. او از فوریه ۲۰۰۳ تا زمان بازنشستگی‌اش در ۳۱ دسامبر ۲۰۱۱ به عنوان رئیس و مدیرعامل داو کورنینگ خدمت کرد. او همچنین از ژانویه ۲۰۰۴ به عنوان مدیر عملیات و از ژانویه ۲۰۰۶ تا زمان بازنشستگی‌اش به عنوان رئیس هیئت مدیره فعالیت کرد و جایگزین گری ای. اندرسون شد. تحت رهبری برنز، داو کورنینگ دامنه محصولات خود را به بیش از ۷۰۰۰ محصول مبتنی بر سیلیکون گسترش داد. علاوه بر این، او بر تنوع گسترده حضور شرکت در بازارهای جغرافیایی جدید نظارت داشت. در دوران تصدی برنز در رأس داو کورنینگ، او شرکت را به سود تقریباً پنج برابری هدایت کرد و هزینه‌های سالانه تحقیق و توسعه را به ۶٪ از کل درآمدها افزایش داد. در سال ۲۰۱۱، برنز به دلیل مشارکت‌های برجسته‌اش در صنعت شیمی و کمک به ارتقای اهداف بین‌المللی انجمن شیمی صنعتی، مدال پالادیوم بین‌المللی را از این انجمن دریافت کرد. برنز اولین زنی است که این جایزه را دریافت کرده است. این جایزه در ۳ مه ۲۰۱۱ در ضیافتی به افتخار او در سالن بزرگ هتل روزولت در نیویورک به او اهدا شد.

### عضویت در شوراها و هیئت‌های مدیره
برنز همچنین به عنوان رئیس افتخاری انجمن صنایع شیمیایی، رئیس شورای شیمی آمریکا و در هیئت‌های مدیره متعدد از جمله مؤسسه مولکولی میشیگان و انجمن تحقیقات سلامت زنان خدمت کرده است. برنز همچنین توسط پرزیدنت باراک اوباما به شورای صادرات رئیس‌جمهور منصوب شد.